# Acaulon dertosense
Acaulon dertosense là một loài rêu trong họ Pottiaceae. Loài này được Casas, Sérgio, Cros & Brugués mô tả khoa học đầu tiên năm 1986.